# Odontologia
Medicina Orofacial ou Odontologia (português brasileiro) ou medicina dentária (português europeu) é a área da saúde humana que estuda e trata do sistema estomatognático - que compreende o crânio, a face, pescoço e cavidade bucal, abrangendo ossos, musculatura mastigatória, articulações, dentes e tecidos. Em Portugal, a Medicina Dentária é um segmento independente, tal como no Brasil é a Odontologia ou, recentemente, Medicina Orofacial. Médico Orofacial, Médico Bucofacial ou Médico Estomatologista, que são sinônimos atribuídos ao título de Cirurgião Dentista para estes profissionais no Brasil; já em Portugal, os Licenciados com Mestrado Integrado em Medicina Dentária designam-se Médicos Dentistas. Por saúde oral, entende-se a ausência de doença estomatognática, bem como a correta função, estabilidade e até mesmo estética de todo o sistema estomatognático, incluindo região craniana e cervical. Nos dias de hoje, sabe-se que a saúde oral tem sérias implicações na saúde humana, sendo ambas indissociáveis.

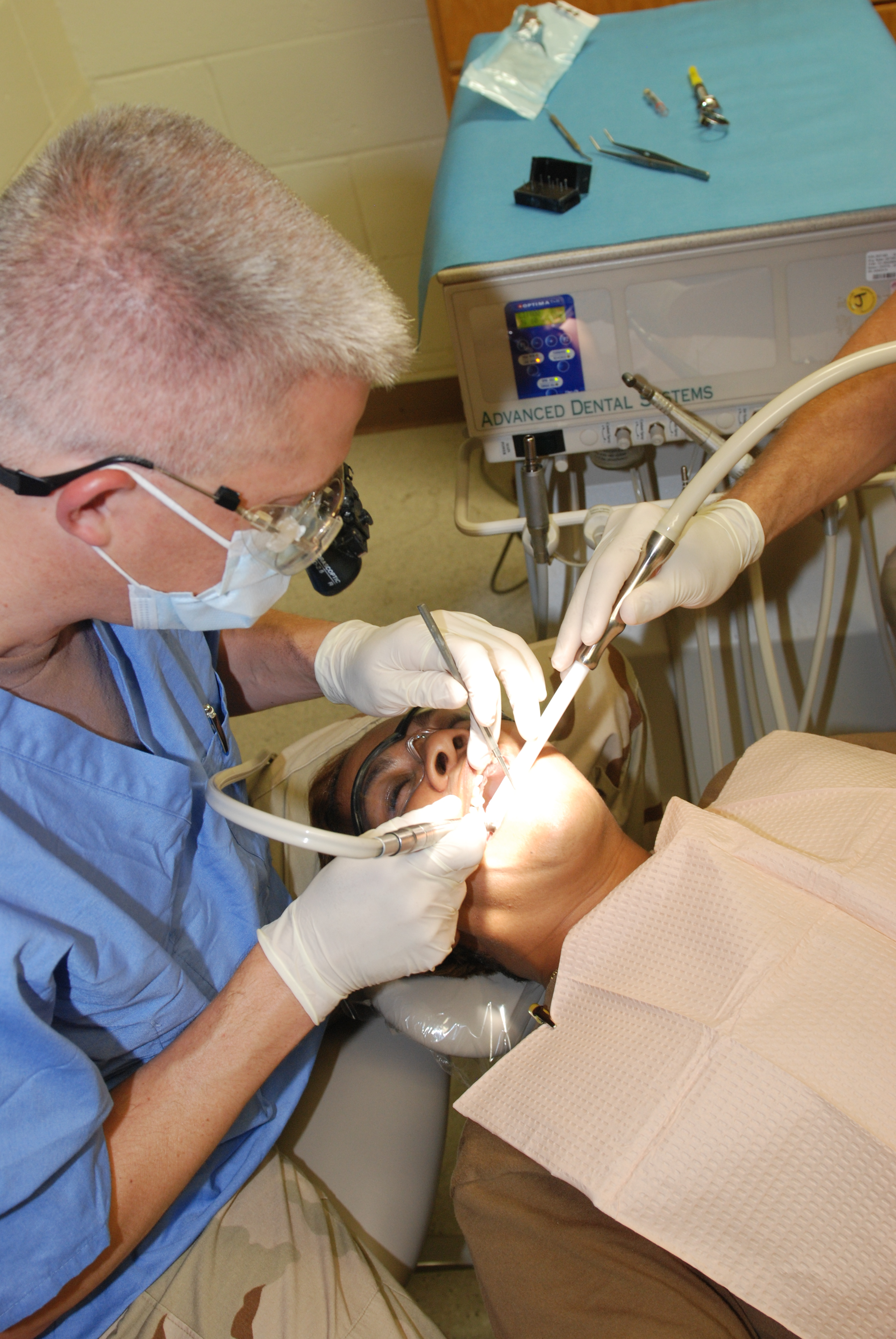
Um cirurgião-dentista (médico-orofacial) trabalhando com paciente

No Brasil, a Odontologia configura-se como especialidade médica autônoma, desta forma o médico cirurgião dentista detém de todas as prerrogativas médicas inerentes ao exercício profissional. Essa situação ficou configurada pela Lei de regulamentação da Odontologia e após a aprovação da Lei do ato médico, na qual a Odontologia foi totalmente isentada em sua área de atuação.
A formação inclui disciplinas das áreas de saúde, ciências médicas e biológicas, como anatomia, patologia, fisiologia, histologia, microbiologia, imunologia e bioquímica, dentre outras. As matérias profissionalizantes incluem radiologia, materiais dentários, dentística, endodontia, periodontia, cirurgia bucomaxilofacial, próteses, odontopediatria e ortodontia. No 2º ano, o aluno começa a treinar restaurações e demais procedimentos em aulas práticas de laboratório, utilizando um manequim e dentes naturais extraídos, bem como tratamentos de canal. Já no segundo ano, os alunos iniciam atendimentos em clínica de estomatologia e odontologia preventiva. A partir do 3º ano, o aluno passa a atender pacientes na clínica da faculdade, em fase de estágio, nomeadamente em procedimentos como próteses e cirurgias diversas. O curso dura em média 5 anos, chegando a 6 em algumas faculdades.
O médico oral ou médico cirurgião dentista, detém de todas as prerrogativas médicas, incluindo prescrição de qualquer medicamento de uso interno ou externo, requisição de exames complementares, seja de imagem ou laboratorial, podendo emitir qualquer tipo de atestado na sua área de atuação e na qualidade de cirurgião oral ou crâniofacial, poderá solicitar a internação de seus pacientes.
No Brasil, caracteriza-se como um curso bastante disputado nas faculdades e universidades, sendo obrigatória a apresentação de um Trabalho de conclusão de curso (TCC), que pode ser um artigo científico ou uma monografia. Na qualidade de cirurgião bucomaxilofacial, o cirurgião dentista, poderá passar por uma residência hospitalar em período integral com a duração média de 3 a 4 anos, ou um curso de especialização, alcançando a titulação de Cirurgião e Traumatologista bucomaxilofacial, sendo especialista em cirurgias do complexo crânio-maxilo-facial e cervical. (Cirurgia de Cabeça, Face, Cavidade oral e pescoço).
Existem diversas especialidades reconhecidas, que são: Medicina Endodôntica, Prostodôntica,  Periodôntica, Medicina Oral ou Estomatologia, Medicina Dentística, Cirurgia (Cirurgia Oral e Maxilofacial e Cirurgia Ortognática), Patologia Oral e Maxilofacial, Imagiologia e Radiologia Oral e Maxilofacial; Pediatria Orofacial, Medicina Orofacial Hospitalar, Orofacial Desportiva, Geriatria Orofacial, Medicina Orofacial Forense, Orofacial Ocupacional, Ortopedia Orofacial, Oncologia Oral e Maxilofacial, Anestesiologia Oral e Maxilofacial, Implantologia Orofacial, Harmonização Orofacial, Medicina Ortodôntica e Saúde Pública Oral.
O Conselho Federal de Odontologia do Brasil (CFO) usa como representativo da profissão e da área um brasão distintivo, tal qual outras profissões, o mesmo se destaca pela gravura de uma cobra, envolta de um bastão e inscrita dentro de uma circunferência, fazendo menção ao Bordão de Asclépio dentro de uma cavidade oral.

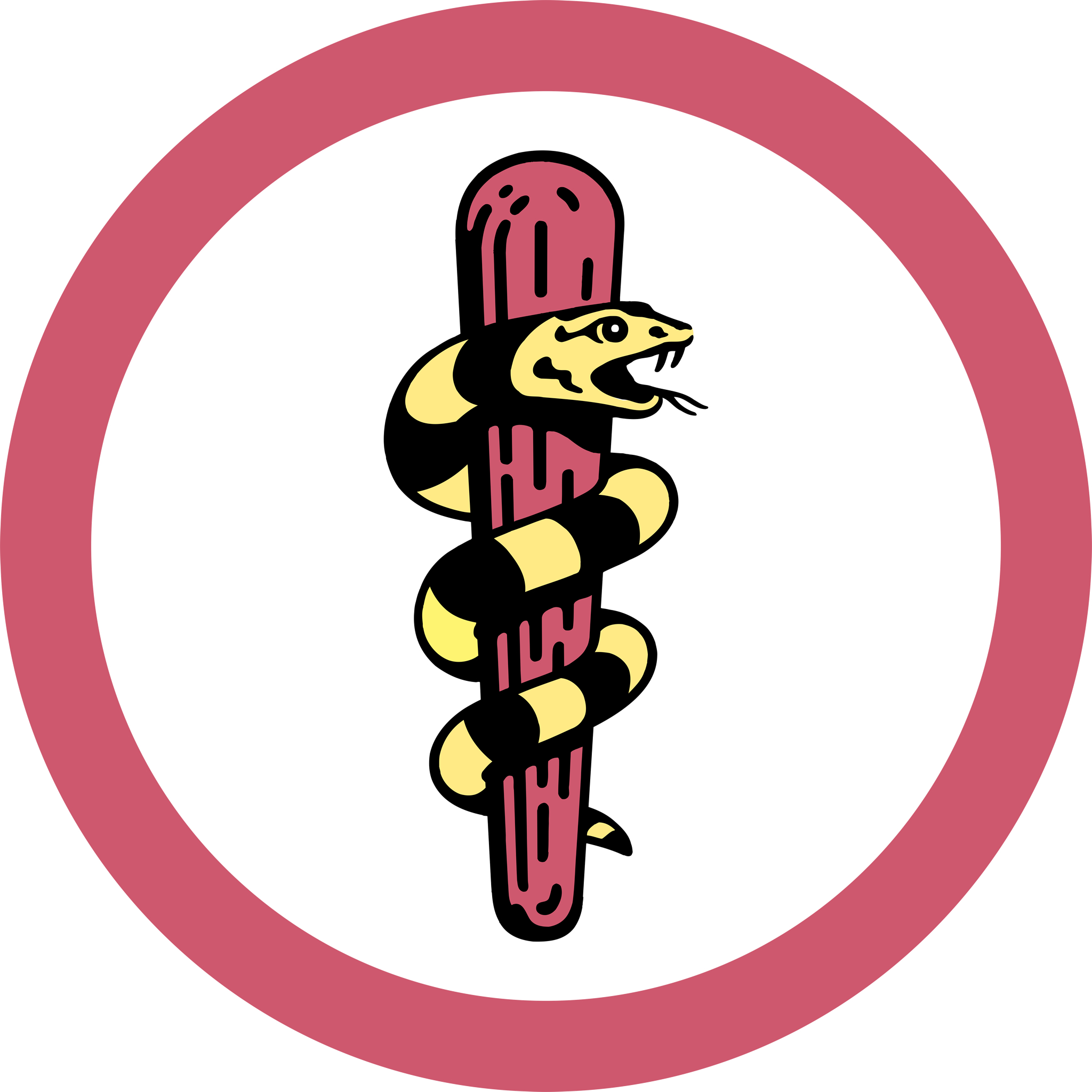
Símbolo disponibilizado pelo CFO

Porém o CFO não proíbe a utilização de variações da logo em veículos de imagem, desse modo não sendo difícil encontrar brasões criativos em consultórios ou sites.

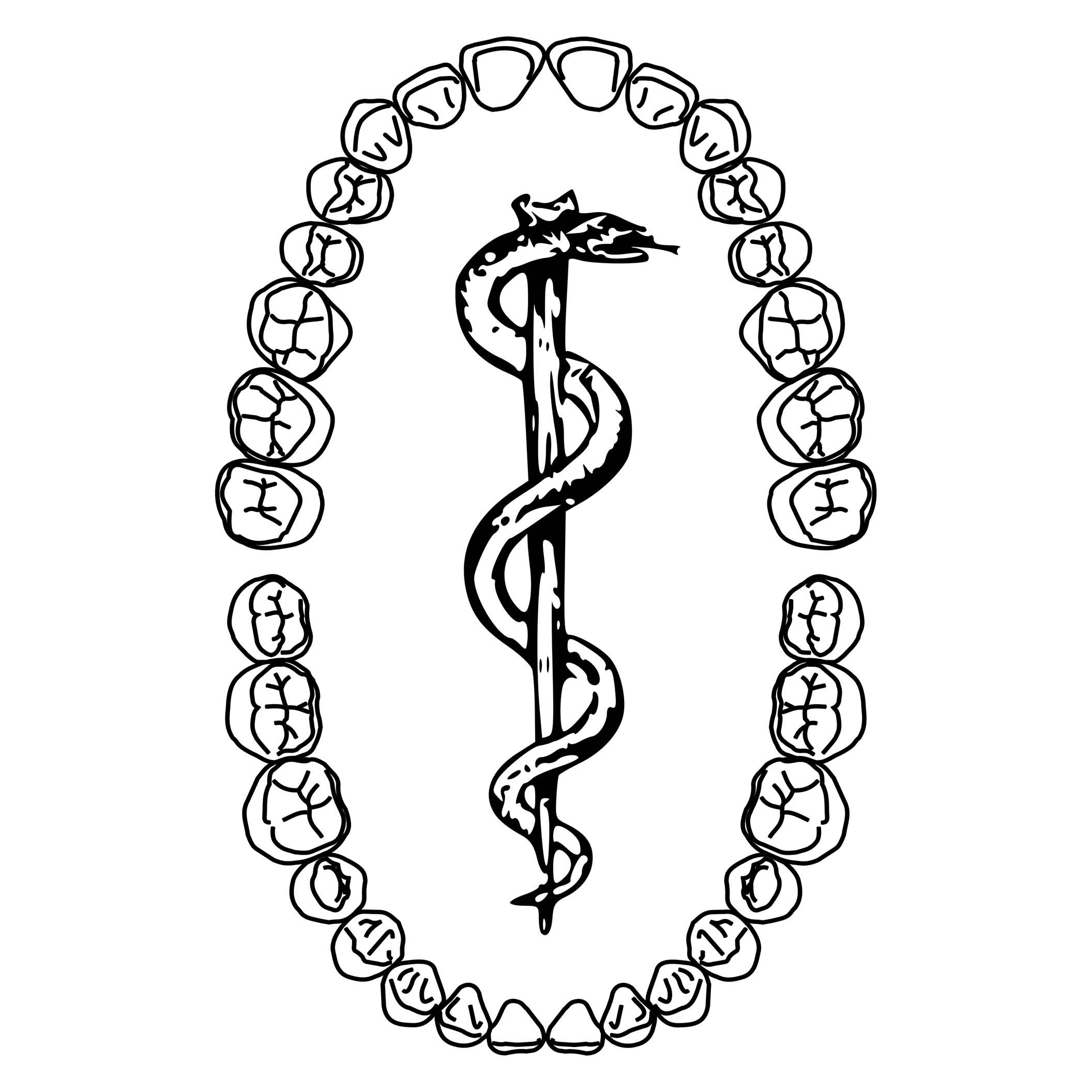
Exemplo de logo alternativa, a mesma contem o Bordão de Asclépio, porém utiliza a arcada dentária como elemento representativo da cavidade oral.

## Medicina dentária em Portugal
Um Médico Dentista é o profissional da saúde responsável por diagnosticar, tratar e prevenir todas as patologias orais e maxilares, bem como de todas as estruturas anexas a estes, entenda-se, todo o Sistema Estomatognático. Para se poder intitular Médico Dentista, é necessário possuir um curso superior (Licenciatura ou Mestrado Integrado) em Medicina Dentária obtido em Portugal e estar inscrito na Ordem dos Médicos Dentistas.
Existe, no entanto, outro profissional de saúde cujas competências igualam às dos Médicos Dentistas - os Médicos Estomatologistas. A diferença reside sobretudo no percurso profissional entre ambos - o Médico Estomatologista é um profissional licenciado em Medicina e que conclui, posteriormente, a especialidade em Estomatologia. Os Médicos Estomatologistas estão englobados na Carreira Médica Hospitalar e exercem a sua função em hospitais, centros de saúde e clínicas privadas, enquanto que os Médicos Dentistas não estão atualmente contemplados por qualquer carreira e exercem quase exclusivamente em consultórios, clínicas e hospitais privados. No entanto, esta situação ocorre apenas em Portugal Continental - nos Açores, os Médicos Dentistas trabalham em Centros de Saúde e na Madeira estão contratualizados.
O ensino superior em Medicina Dentária é algo recente no panorama Português. A política de criação de Escolas Superiores de medicina dentária teve a sua origem num plenário de Médicos Estomatologistas, realizado em 1974 na cidade de Aveiro. Nas conclusões desse plenário ressalvou-se que se deveria fazer o ensino da Odonto Estomatologia a um nível pré-graduado nas Universidades de Lisboa, Porto e Coimbra. Estas foram criadas em 1975 - Dec.-Lei 282/75, com a criação da Escola Superior de Medicina Dentária de Lisboa (ESMDL), em 1976 - Dec.-Lei 368/76, com a do Porto (ESMDP) e em 1976 a de Coimbra, tendo esta última como base o Serviço de Estomatologia e Cirurgia Maxilo-Facial dos Hospitais da Universidade de Coimbra (SECMF-HUC).
No entanto, hoje observa-se que a tendência é a de se formarem cada vez menos Médicos Estomatologistas, ao passo que muitos serviços de Estomatologia têm encerrado, nomeadamente em Centros de Saúde.
Em Portugal, ainda falta a inserção da Medicina Dentária como área de saúde pública, em Hospitais Públicos, Centros de Saúde Públicos, entre outros.
Podem destacar-se diversas faculdades, em Portugal, de que são exemplo, a Faculdade de Medicina Dentária da Universidade do Porto (FMDUP), o Instituto Superior de Ciências da Saúde - Norte (ISCS-N/CESPU) , a Faculdade de Ciências da Saúde da Universidade Fernando Pessoa, o Instituto Universitário Egas Moniz, a Universidade Católica Portuguesa (polo de Viseu), assim como a Faculdade de Medicina da Universidade de Coimbra (FMUC), que incorpora concomitantemente o ensino da Medicina Dentária e Medicina,  e a Faculdade de Medicina Dentária da Universidade de Lisboa (FMDUL).

## Recursos Humanos

### Níveis de complexidade do trabalho
Em cada um dos campos de ação da Odontologia, desde a clínica geral à reabilitação oral, podem ser identificadas tarefas de distintos níveis de complexidade. No setor industrial, por exemplo, são muito aplicadas as técnicas de "análise ocupacional" pelas quais uma determinada atividade ou ocupação é fracionada em seus módulos de conhecimentos, permitindo que os considerados como de maior simplicidade sejam executados por pessoal com preparo elementar ou básico, e os mais complexos caibam a profissionais de alto nível de formação, que evidentemente são mais caros para a empresa.
Respeitadas as peculiaridades do trabalho em saúde, não há porque deixar de aplicar a análise ocupacional, com objetivo de estender a cobertura populacional, ao labor em Odontologia e ao campo da saúde em geral.
Uma vez identificadas as tarefas por seu nível de complexidade, cada uma deve ser atribuída à pessoa com o correspondente nível de formação técnica. Quando isso não é feito, dois resultados podem ser inevitáveis:
1. Uma redução nas possibilidades de acesso aos serviços disponíveis, devido ao encarecimento da atividade;
2. Uma perda de qualidade nos serviços prestados, devido à inadequação entre o tipo de recurso humano utilizado e o tipo de tarefa que lhe foi dada.

É um erro colocar um profissional com um elevado padrão científico, adquirido em sofisticadas Universidades, para efetuar ações de baixo requerimento tecnológico. O exemplo mais comum, no campo odontológico, é o das restaurações dentárias nos programas de atenção a escolares primários: na sua maioria referem a cavidades simples, constituindo-se em atividade essencialmente mecânica que exige esforço mental mediano para sua realização. Para efetuar uma boa restauração classe I ou II com amálgama de prata, resina ou silicato, os requisitos fundamentais são três: destreza manual, prática constante e capacidade de discernimento para equacionar situações de dificuldade momentânea, sabendo quando referir o paciente. Quando esta tarefa se repete de maneira continuada, reduzem-se ao mínimo as oportunidades de inovações ou variação, fazendo-a monótona para um cirurgião-dentista que só se satisfaz realmente com trabalhos de maior densidade tecnológica, compatíveis com sua formação universitária. Em consequência, pode perder o interesse pelo que faz, tornando-a muito difícil evitar que o seu desempenho baixe de qualidade.

## Mercado de trabalho
A odontologia vem sofrendo, desde as últimas décadas, forte retração, consubstanciando uma drástica queda na procura pelos seus serviços, mormente no setor privado. Na verdade, não existe nenhuma congruência na formação de recursos humanos nesse setor, em relação a colocação da mão-de-obra odontológica no Brasil. O que existe, de fato, é um enorme abismo entre a grande massa de jovens recém formados e o mercado de trabalho.
No País, não há mais a necessidade de formação de profissionais de odontologia, apesar da paradoxal necessidade de significativa parte da população carente desses serviços.
A solução é criar vagas no setor público para promover uma odontologia de qualidade, abrangendo todas as suas ramificações, principalmente a preventiva.
O mercado de trabalho em Odontologia para um determinado país, região ou localidade, é função do modelo de prestação de serviços; dos padrões epidemiológicos, culturais e econômicos da população; do crescimento da oferta de mão-de-obra e da própria estrutura profissional.
Em áreas com alta prevalência de doenças bucais sem tratamento, caso típico da maioria dos países em desenvolvimento, há, em princípio, um amplo mercado de trabalho à disposição tanto dos cirurgiões-dentistas como do pessoal técnico e auxiliar que atua ou deseja atuar no setor. Paradoxalmente, porém, não é incomum ouvir falar de "pletora profissional" (excesso de cirurgiões-dentistas) e até mesmo de desemprego nestas mesmas regiões. Isso significa que, por um lado, devido à forma de organização dos serviços uma grande parte da população não tem acesso a eles, seja por não dispor de recursos financeiros para custeá-los, seja porque o Estado os oferta em volume insuficiente; e por outro lado, algumas pessoas que têm acesso e podem pagar não os utiliza em função de aspectos comportamentais ou educacionais.
O mercado de trabalho torna-se, portanto, dependente em maior proporção de fatores extra odontológicos ligados notadamente à estrutura socioeconômica e de organização da sociedade. A concentração de profissionais nas grandes cidades e nas áreas com melhores níveis de renda é um fenômeno virtualmente universal que se agudiza nos países onde a concepção econômica se dá de maneira mais indisciplinada e de forma particular em tempos de escassez.

## Tratamento odontológico
A odontologia geralmente engloba práticas relacionadas à cavidade oral. De acordo com a Organização Mundial da Saúde, as doenças bucais são grandes problemas de saúde pública devido à sua alta incidência e prevalência em todo o mundo, com os desfavorecidos afetados mais do que outros grupos socioeconômicos.
A maioria dos tratamentos odontológicos são realizados para prevenir ou tratar as duas doenças orais mais comuns, que são a cárie dentária (cárie dentária) e a doença periodontal (doença gengival ou piorreia). Tratamentos comuns envolvem a restauração dos dentes, extração ou remoção cirúrgica dos dentes, raspagem e alisamento radicular, tratamento endodôntico de canal radicular, e odontologia estética
Por natureza de sua formação geral, os dentistas, sem especialização, podem realizar a maioria dos tratamentos dentários, como restaurações (obturações, coroas, pontes), próteses (próteses dentárias), terapia endodôntica (canal radicular), terapia periodontal (gengival), e extração de dentes, além de realizar exames, radiografias (raios-x) e diagnósticos. Os dentistas também podem prescrever medicamentos utilizados no campo como antibióticos, sedativos, e quaisquer outros medicamentos usados no manejo do paciente. Dependendo de seus conselhos de licenciamento, os dentistas gerais podem ser obrigados a completar treinamento adicional para realizar sedação, implantes dentários, etc.

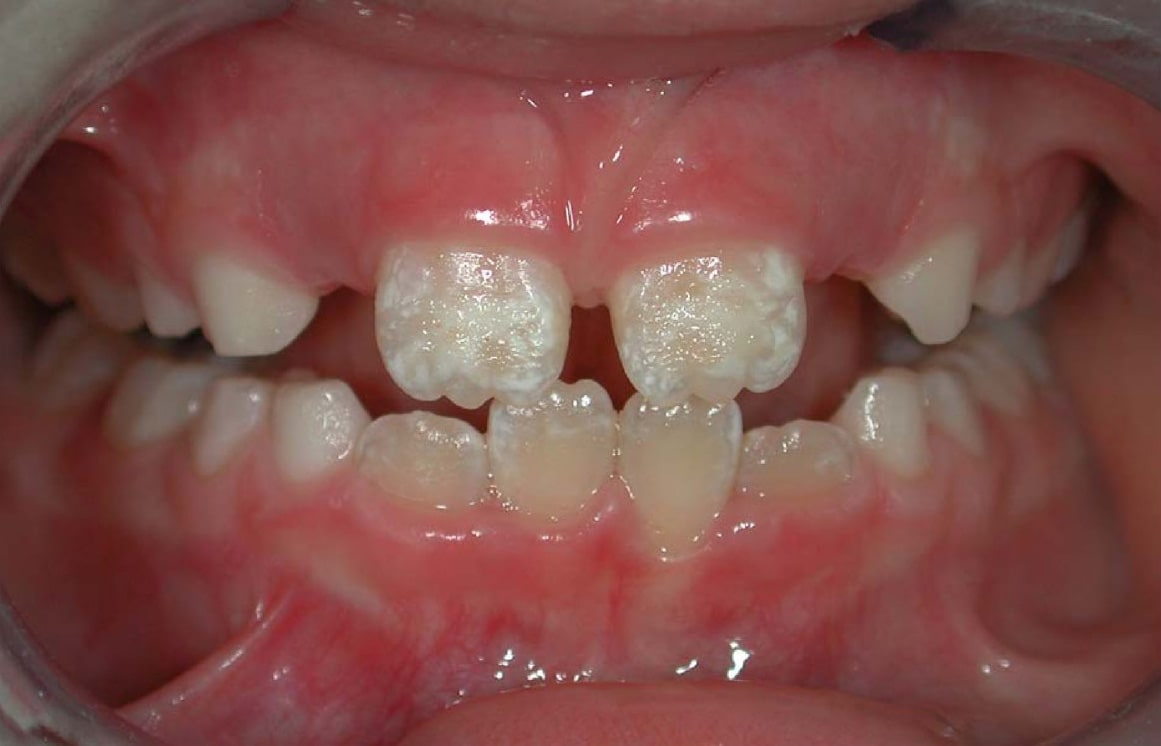
Defeitos de esmalte irreversíveis causados por doença celíaca não tratada. Eles podem ser a única pista para o diagnóstico, mesmo na ausência de sintomas gastrointestinais, mas muitas vezes são confundidos com fluorose, descoloração por tetraciclina, refluxo ácido ou outras causas. Os Institutos Nacionais de Saúde incluem um exame dentário no protocolo de diagnóstico da doença celíaca.

Os dentistas também incentivam a prevenção de doenças bucais por meio de higiene adequada e check-ups regulares, duas vezes ou mais por ano, para limpeza profissional e avaliação. Infecções e inflamações bucais podem afetar a saúde geral e as condições na cavidade oral podem ser indicativas de doenças sistêmicas, como osteoporose, diabetes, doença celíaca ou câncer. Muitos estudos também mostraram que a doença periodontal está associada a um maior risco de diabetes, doenças cardíacas e parto prematuro. O conceito de que a saúde bucal pode afetar a saúde e doença sistêmicas é referido como "saúde oral-sistêmica".

## Especialidades
Atualmente, são 24 as especialidades de Odontologia Brasileira reconhecidas pelo Conselho Federal de Odontologia – CFO.

### Odontologia para pacientes com necessidades especiais
Odontologia para pacientes com necessidades especiais] é a especialidade que tem por objetivo o diagnóstico, a preservação, o tratamento e o controle dos problemas de saúde bucal dos pacientes que apresentam uma complexidade no seu sistema biológico e/ou psicológico e/ou social, bem como percepção e atuação dentro de uma estrutura transdisciplinar com outros profissionais de saúde e áreas correlatas com o paciente.
As áreas de competência para atuação do especialista em Odontologia para Pacientes com Necessidades Especiais incluem:
- Prestar atenção odontológica aos pacientes com graves distúrbios de comportamento, emocionalmente perturbados;
- Prestar atenção odontológica aos pacientes que apresentam condições incapacitantes, temporárias ou definitivas a nível ambulatorial, hospitalar ou domiciliar; e,
- Aprofundar estudos e prestar atenção aos pacientes que apresentam problemas especiais de saúde com repercussão na boca e estruturas anexas.[16]